# Yevgeny Korotyshkin
Yevgeny Yevgeniyevich Korotyshkin (em russo: Евгений Евгеньевич Коротышкин; Moscou, 30 de abril de 1983) é um nadador russo que conquistou uma medalha de prata nos Jogos Olímpicos de Londres de 2012, na prova dos 100 metros borboleta. Yevgeny terminou empatado com o sul-africano Chad le Clos com o tempo de 51.44 segundos e ambos ganharam a prata.